# Westville (Nouvelle-Écosse)
Pour les articles homonymes, voir Westville.
Westville est une ville canadienne située dans le comté de Pictou en Nouvelle-Écosse. C'est à l'est de Stellarton et quatre kilomètres au sud-ouest de New Glasgow, la ville la plus peuplée du comté.

## Démographie
Selon le recensement du Canada de 2021, Westville avait une population de 3 450, un changement de -2,4% de la population de 2016. Avec une superficie de 14,42 kilomètres carrés, il avait une densité de population de 248,6 personnes par kilomètre carré en 2021.
| 2001  | 2006  | 2011  | 2016  |
| ----- | ----- | ----- | ----- |
| 3 879 | 3 805 | 3 798 | 3 628 |

## Histoire
Westville est officiellement fondée en 1894, mais la région commence à faire parler d'elle en 1864, lors de la découverte de charbon, suivie par l'ouverture d'une exploitation minière, Acadia Mine en 1866. Le nom de Westville était choisi parce que la ville était à l'ouest d'Albion Mines (qui s'appelle Stellarton maintenant).

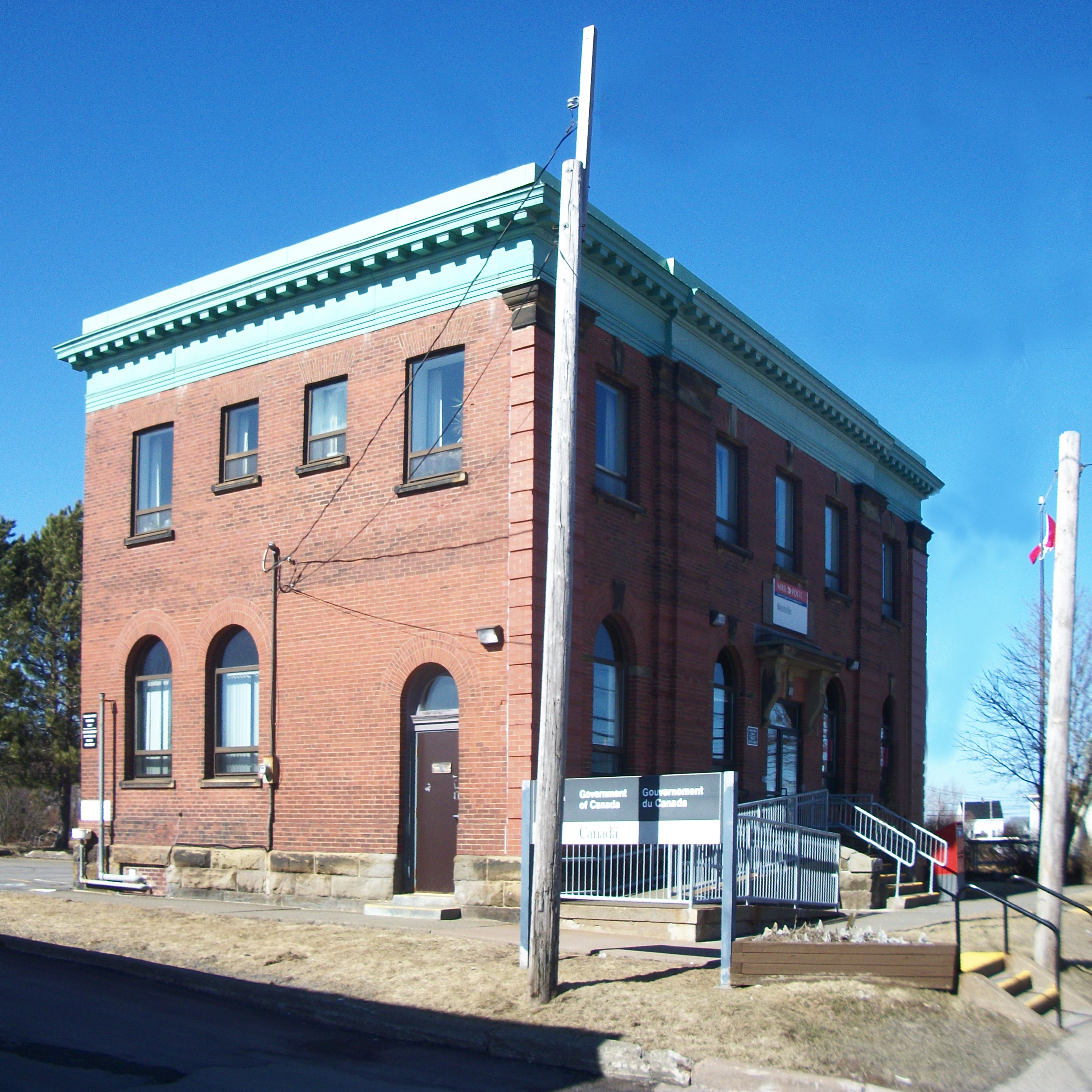
Le bureau de poste fut érigé entre 1904 et 1916.

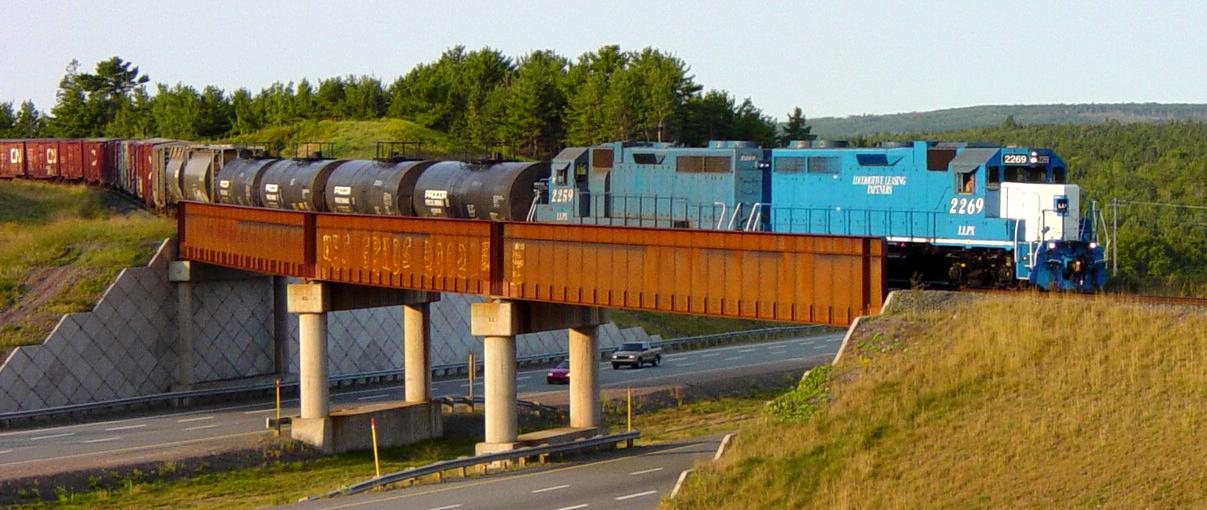
Pont ferroviaire au chemin Alma